# Krnežići
Krnežići – wieś w Chorwacji, w żupanii zagrzebskiej, w gminie Krašić. W 2011 roku liczyła 34 mieszkańców.